# PacWest Bancorp
PacWest Bancorp es un holding bancario con sede en Beverly Hills, California (Estados Unidos), con una subsidiaria bancaria de propiedad total, Pacific Western Bank. Pacific Western Bank tiene 69 sucursales de servicio completo en todo California, una en Denver, Colorado, una en Durham, Carolina del Norte y varias oficinas de producción de préstamos en todo el país. Pacific Western ofrece servicios bancarios comerciales, incluidos préstamos inmobiliarios, de construcción y comerciales, y servicios de gestión de depósitos y tesorería para pequeñas y medianas empresas.
Pacific Western ofrece productos y servicios adicionales bajo las marcas de sus grupos comerciales, CapitalSource y Square 1 Bank, ahora conocidos como grupos National Lending y Venture Banking, respectivamente. National Lending Group proporciona préstamos de flujo de caja, basados en activos, bienes raíces y equipos y servicios de gestión de tesorería a empresas establecidas del mercado medio a nivel nacional. Venture Banking Group se enfoca en negocios emprendedores y sus inversionistas de capital de riesgo y de capital privado.
A partir de 2019, Pacific Western tenía $ 26 mil millones en activos y 69 ubicaciones en California, principalmente en las partes sur y central del estado. Pacific Western ha construido principalmente mediante la adquisición de otros bancos. PacWest Bancorp fue nombrado el mejor banco de Estados Unidos en 2017 por Forbes.
Las acciones de la empresa cayeron un 37% en valor el 10 de marzo de 2023 como consecuencia del colapso de Silicon Valley Bank.